# Clorur de mercuri(II)
El clorur de mercuri(II) és el compost químic amb la fórmula química  HgCl₂. Aquest sòlid blanc i cristal·lí és un reactiu de laboratori. Antigament el seu ús estava molt estès, tanmateix és una de les formes més tòxiques de mercuri, ja que és més soluble en aigua que la majoria de les altres formes. És un compost iònic.